# Challenger de Parma II 2022

El torneo Parma Challenger 2022 es un torneo de tenis perteneciente al ATP Challenger Tour 2022 en la categoría Challenger 125. Se trató de la 1ª edición; el torneo tuvo lugar en la ciudad de Parma (Italia), desde el 3 de octubre hasta el 9 de octubre de 2022 sobre pista de tierra batida al aire libre.

## Jugadores participantes del cuadro de individuales
| Favorito | País                 | Jugador                 | Rank1 | Posición en el torneo |
| -------- | -------------------- | ----------------------- | ----- | --------------------- |
| 1        | Bandera de España    | Roberto Carballés Baena | 73    | Cuartos de final      |
| 2        | Bandera de Serbia    | Dušan Lajović           | 86    | Cuartos de final      |
| 3        | Bandera de Argentina | Tomás Martín Etcheverry | 87    | Primera ronda         |
| 4        | Bandera de España    | Pablo Andújar           | 115   | Baja                  |
| 5        | Bandera de Italia    | Francesco Passaro       | 122   | Primera ronda         |
| 6        | Bandera de España    | Carlos Taberner         | 129   | Segunda ronda         |
| 7        | Bandera de Italia    | Andrea Pellegrino       | 136   | Primera ronda         |
| 8        | Bandera de Italia    | Marco Cecchinato        | 137   | Primera ronda         |

- 1 Se ha tomado en cuenta el ranking del 26 de septiembre de 2022.

### Otros participantes
Los siguientes jugadores recibieron una invitación (wild card), por lo tanto ingresan directamente al cuadro principal (WC):
- Federico Arnaboldi
- Gianmarco Ferrari
- Gian Marco Moroni

Los siguientes jugadores ingresan al cuadro principal tras disputar el cuadro clasificatorio (Q):
- Francesco Forti
- Stefano Napolitano
- Oleksandr Ovcharenko
- Oriol Roca Batalla
- Fausto Tabacco
- Máté Valkusz

## Campeones

### Individual Masculino
- Timofey Skatov derrotó en la final a  Jozef Kovalík, 7–5, 6–7, 6–4.

### Dobles Masculino
- Nikola Čačić /  Tomislav Brkić derrotaron en la final a  Igor Zelenay /  Luis David Martínez, 6–2, 6–2.